# Horst Scheffler (Geologe)
Horst Scheffler (* 12. März 1934 in Wernigerode; † 30. März 2018) war ein deutscher Mineraloge, Geologe und Museumsleiter.

## Leben
Er wuchs in der Bunten Stadt am Harz Wernigerode auf, wo er am 22. Februar 1944 den Bombenangriff auf die Stadt miterlebte, bei dem er seine Mutter und den jüngeren Bruder verlor. Nach dem Zweiten Weltkrieg legte er das Abitur an der Gerhart-Hauptmann-Oberschule in Wernigerode ab, deren Vorgängerschule er ab 1944 besucht hatte, und nahm 1952 ein Studium der Mineralogie an der Martin-Luther-Universität Halle-Wittenberg auf, in dessen Verlauf er sich auf Geochemie und Lagerstättenkunde spezialisierte. Nach fünf Jahren schloss er dieses Studium als Diplom-Mineraloge ab. In den Harz zurückgekehrt, wurde Horst Scheffler Geologe in den Harzer Eisenerzgruben bei Elbingerode, wo er bis zu deren Schließung im Jahre 1969 arbeitete. Er wechselte daraufhin als verantwortlicher Grubengeologe in die Grube Einheit in Elbingerode. Ein Jahr später nahm Horst Scheffler eine außerplanmäßige Aspirantur an der Bergakademie Freiberg an, die er im Jahre 1975 mit der Promotion zum Dr. rer. nat. abschloss. Das Thema seiner unveröffentlicht gebliebenen Dissertation lautet Geosynklinalmagnetismus und Sulfidvererzung am Beispiel der Pyritlagerstätte „Einheit“ bei Elbingerode im Harz.
Nach der politischen Wende 1989/90 wurde aus der Grube Einheit die Harzbergbau GmbH Elbingerode, deren Produktion Ende Juli 1990 zum Erliegen kam, so dass Horst Scheffler mit 56 Jahren in den Vorruhestand ging. Als die Stadt Wernigerode einen neuen Leiter des Harzmuseums am Klint suchte, bewarb er sich erfolgreich um die Stelle und leitete dieses Museum bis Ende 1995. Bereits seit 1975 hatte er sich für den Montan- und Geologiebereich dieses Museums ehrenamtlich engagiert und beispielsweise die Herausgabe der Museumsreihe Der Harz – Eine Landschaft stellt sich vor unterstützt.
Horst Scheffler war in einer Vielzahl von Arbeitsgemeinschaften und Vereinen aktiv. So war er Mitglied des Kulturbundes der DDR und der URANIA, hielt zahlreiche Vorträge und leitete Exkursionen für beide Organisationen. Außerdem war er Mitglied der Arbeitsgemeinschaft Isotopengeochemie der Akademie der Wissenschaften der DDR und begutachtete mehrfach Promotionen an der Humboldt-Universität zu Berlin. In der Grube Einheit leitete er die Betriebsfachgruppe Mineralogie und wurde nach 1990 Mitglied des Fördervereins des Besucherbergwerks „Drei Kronen & Ehrt“. Von 1992 bis zum Jahre 2010 war Scheffler stellvertretender Vorsitzender der gesamten Arbeitsgemeinschaft Harzer Bergbau- und Hüttenmuseen e. V. in Clausthal-Zellerfeld. Im Rahmen der Veranstaltungsreihe Generationen-Hochschule der Hochschule Harz hielt er ebenfalls Vorträge.
Überregional bekannt wurde Horst Scheffler durch Publikationen in wissenschaftlichen Fachzeitschriften, Forschungsberichten, Periodika und Tageszeitungen. Ferner legte er einige Monographien zu den Themen Rübeländer Höhlen, Schaubergwerke im Südharz und über das Besucherbergwerk „Drei Kronen & Ehrt“ vor.

## Ehrungen
- Ehrenmedaille der Bergakademie Freiberg
- Sibylle Ziegler et al. benannten 2013 das aus dem Bergwerk „Drei Kronen & Ehrt“ isolierte Bakterium Metallibacterium scheffleri zu Ehren von Horst Scheffler und in Anerkennung seiner Arbeiten zur Bergbaugeologie.[3]
- Susanne Krause et al. benannten 2022 die Archaeen-Kandidatengattung Ca. Scheffleriplasma zu Ehren von Horst Scheffler.[4]

## Schriften (Auswahl)
- mit Hartmut Knappe und Horst Gaevert: Schaubergwerke im Südharz. Harzmuseum, Wernigerode 1983.
- mit Hartmut Knappe und unter Mitarbeit von Alfred Bartsch: Korallen, Kalk und Höhlendunkel. Harzmuseum, Wernigerode 1986.
- Geologische Aufschlüsse im Bereich der Schwefelkiesgrube „Einheit“. In: Max Schwab, Kurt Ruchholz: Stratigraphie, Lithologie, Tektonik und Lagerstätten ausgewählter Bereiche im Unter- und Mittelharz. Exkursionsführer der GGW-Tagung. Berlin 1988, S. 15f.
- mit Hartmut Knappe: Im Harz. Übertage – Untertage. Bode, Haltern 1990.
- unter Mitarbeit von Herbert Zange, Herbert Flügel, Michael Mahlke: Das Elbingeröder Besucherbergwerk „Drei Kronen & Ehrt“: Wissenswertes um ein Bergwerk: eine Schrift zur Vor- und Nachbereitung untertägiger Befahrungen nicht nur im Harz. Förderverein Besucherbergwerk „Drei Kronen & Ehrt“, Elbingerode 2002.
- Geopark Harz, Braunschweiger Land, Ostfalen: Landmarke Teil: 13 Rübeländer Tropfsteinhöhlen. 5. Auflage. Regionalverband Harz e. V., Quedlinburg 2011.
- mit Klaus George: Baumannshöhle. Führer. 8. Auflage. Regionalverband Harz e. V., Quedlinburg o. J. [2015].
- mit Klaus George: Geopark Harz, Braunschweiger Land, Ostfalen: Landmarke Teil: 13 Baumannshöhle. 9. Auflage. Regionalverband Harz e. V., Quedlinburg 2016.
- Autorengemeinschaft: Grube Einheit: Goldener Schatz im Harz. Hrsg.: Wolfgang Schilling. Eigenverlag, Blankenburg 2016, ISBN 978-3-935971-85-0.

## Familie
Horst Scheffler war mit der aus dem Teplitz stammenden Lehrerin Gerda Scheffler († 2004) verheiratet. Aus dieser Ehe gingen drei Töchter und ein Sohn hervor.